# Tibor Tatai
Tibor Tatai (né le 4 août 1944à Gyöngyösfalu) est un céiste hongrois, champion olympique et champion du monde de sa discipline.

## Palmarès

### Jeux olympiques
- Jeux olympiques de 1968 à Mexico :
  -  Médaille d'or en C-1 1 000 m.

### Championnats du monde
- Championnats du monde de course en ligne de canoë-kayak de 1970 à Copenhague
  -  Médaille d'or en C-1 1 000 m[2].

- Championnats du monde de course en ligne de canoë-kayak de 1971 à Belgrade
  -  Médaille d'argent en C-1 1 000 m

### Championnats d'Europe de course en ligne
- Championnats d'Europe de course en ligne (canoë-kayak) de 1969 à Moscou
  -  Médaille de bronze en C-1 1 000 m